# Luminescens
Luminescens er en fællesbetegnelse for en række fysiske fænomener hvor lys udsendes ved andre mekanismer end opvarmning. Mekanismerne bag luminescens er energioverførsler på atomar skala, der resulterer i udsendelse af fotoner. Energioverførslen er ofte komplicerede kvantemekaniske reaktioner. Lys udsendt ved opvarmning af et stof betegnes ikke som luminiscens, men kaldes varmestråling.
Den lysende genstand kaldes en luminifor. Lysudsendelsen sker på langt de fleste måder ved, at der tilføres energi udefra til den lysende genstand. Hvis en luminifor selv leverer energien, kaldes den selvlysende. Det gælder kun for kemiluminiscens og bioluminiscens, hvor stoffet eller organismen selv leverer energien.

## Oversigt
- Fotoluminiscens: fluorescens og fosforescens er lysudsendelse i forbindelse med belysning
- Kemoluminens er lysudsendelse i forbindelse med en kemisk reaktion
- Bioluminiscens er lysudsendelse i forbindelse med en kemisk reaktion i en levende opganisme
- Elektroluminiscens og katodeluminiscens er lysudsendelse i forbindelse med en elektrisk strøm
- Lyoluminescens er lysudsendelse i forbindelse med opløsning af et stof i et opløsningsmiddel
- Krystalloluminescens er lysudsendelse i forbindelse med krystalliseringen af et stof
- Mekanoluminescens, fraktoluminiscens, triboluminiscens og piezoluminiscens er lysudsendelse i forbindelse med en mekanisk påvirkning
- Sonoluminescens er lysudsendelse i forbindelse med en lydpåvirkning
- Radioluminescens er lysudsendelse i forbindelse med en radioaktiv reaktion
- Kryoluminescens er lysudsendelse i forbindelse med afkøling

## Energioverførsel
Forklaring af Jablonski-diagrammet.
Luminiscens beror på energioverførsel, og derfor kan et luminiscerende stof, en luminifor,  betegnes som en transducer. Ved energioverførslen modtager en elektron energi; den absorberer eksempelvis en foton med høj energi og bliver løftet til et højere energiniveau. Man siger, at elektronen er blevet exiteret eller aktivereret.  Systemet henfalder igen til grundniveauet ved udsendelse af en foton. De forskellige måder, som et system kan aktiveres på, giver anledning til fænomenernes forskellige betegnelse.

## Fosforescens
Fosforescens karakteriseres ved at materialet er i stand til at udsende lys et stykke tid efter at det selv er blevet belyst. Man skelner mellem fluorescens og fosforescens ved en tidsforskel mellem absorptionen af den eksiterende  påvirkning og emissionen af det fosforiserende lys ved 10-8 sekund.
Fosforescerende stoffer med meget lang forsinkelse mellem absorption og reemission af lys kendes bl.a. fra selvlysende ure. Fosforiscerende stoffer betegnes som fosforer eller lysstoffer.

## Fluorescens
Fluorescens er når et materiale der belyses af lys ved én frekvens, genudsender energien som lys ved en anden (lavere) frekvens. Ofte er det absorberede lys ultraviolet, mens det udsendte lys er i den synlige område. Fænomenet kendes fx når visse hvide tekstiler lyser op i UV-belysning som anvendes på diskoteker. Fluorescens er også hemmeligheden bag optisk hvidt.
Lysstoffet der findes på indersiden af lysstofrør (og energisparepærer) er fluorescerende  eller fosforiscerende, således at det ultraviolette lys der dannes inde i røret, kan omdannes til synligt lys fra lampen.

## Triboluminescens
Visse materialer der afgiver et lysskær når de gnides eller rives itu, og dette kaldes triboluminescens ("trække-luminescens"). Fænoment kendes fra limen i mange typer selvlukkende konvolutter: Når de to sammenlimede papirflader trækkes fra hinanden, lyser limen op.

## Bioluminescens
Bioluminescens er luminescens i levende organismer. Eksempelvis er der mange dinoflagellater (morild), fisk og insekter (blandt andet ildfluer) der er selvlysende i mørke og på den måde forbedrer deres overlevelseschancer.

## Sonoluminescens
Luminescens i forbindelse med lyd.

## Eksterne links
- Lysende proteiner. Videnskab.dk